# دهه ۱۵۰۰ (میلادی)
دهه ۱۵۰۰ (میلادی) صد و پنجاهمین دهه تقویم میلادی است.

## درگذشتگان
‎